# Cilette Faust
Pour les articles homonymes, voir Faust (homonymie).
Cilette Faust, née le 31 août 1929 à Sierre dans le canton du Valais en Suisse et morte le 24 novembre 2018 dans la même ville,, est une professeure de danse et chorégraphe suisse.
En 1950, elle fonde la première école de danse en Valais, l'Académie de danse Cilette Faust, à Sierre. Elle est l'auteure de plus de cinq cents spectacles, ballets classiques, comédies musicales, danse jazz, cortèges, etc. Au cours de ses soixante-cinq années d'enseignement, elle a formé à l'art de la danse plus de douze mille enfants,,,,.

## Biographie
Cilette Faust est l'aînée d'une famille de trois enfants. Son père, Robert Faust, a créé la Société de gymnastique féminine de Sierre,. Elle a un frère, Jean-Robert, et une sœur, Christiane. Sa mère est originaire de Gruyères dans le canton de Fribourg et exerce le métier de secrétaire. Ses parents l'encouragent à suivre sa voie, faisant preuve d'un grand esprit d'ouverture. Son père fait construire le studio de danse de Cilette dans la villa familiale,.

### Formation professionnelle
En 1944, Cilette Faust commence des études de piano au Conservatoire de Lausanne. Elle découvre la danse par hasard, et c'est pour elle, une véritable révélation. Elle s'inscrit à des cours de danse classique au Théâtre de Lausanne, avec Jacqueline Farelly, tout en poursuivant son certificat de piano,. Après ses études, bien décidée à se consacrer à la danse professionnelle, elle part deux ans à Paris où elle fréquente l'Opéra de Paris. Elle suit des stages de danse à la salle Pleyel sous la direction de la danseuse Yvonne Alexander Goubé du London ballet. À l'Opéra, elle se forge de solides amitiés avec des danseurs étoiles comme Lucien Legrand, Madeleine Lafon, et le Suisse Gilbert Mayer. Elle se forme également à la pédagogie et à l'anatomie.

### Professeure de danse
De retour en Valais, Cilette Faust décide de renoncer à une carrière professionnelle pour se consacrer à l'enseignement de la danse. En 1948, elle participe à la création du spectacle pour les Fêtes du Rhône à Sierre et collabore à cette occasion avec le musicien et compositeur Jean Daetwyler, qui devient un ami fidèle,,. Pionnière dans son canton d'origine, elle ouvre la première école de danse valaisanne en 1950. Les réticences sont grandes à une époque où la danse n'est pas encore considérée comme une véritable forme d'expression artistique. Les religieuses de l'École normale de Sion interdisent ainsi à leurs élèves de fréquenter ses cours,. Des fillettes, vêtues de leur costume traditionnel du Val d'Anniviers, descendent tout spécialement en plaine pour suivre ses cours de danse.
À l'âge de 25 ans, elle a la chance de faire partie de la première délégation française, invitée au Bolchoï en Union soviétique,. Elle s'inspire par la suite des méthodes russes d'enseignement de la danse classique, comme les exercices à la barre en diagonale.

### Académies de danse Cilette Faust
Cilette Faust ouvre une seconde école de danse à Sion en 1955, suivie par celle de Crans-Montana en 1960. Elle a toujours entretenu des relations très étroites avec ses élèves. Elle a effectué plusieurs voyages à l'étranger avec eux (en Pologne, à Moscou au Bolchoï, à l'Opéra de Paris, à l'École Alvin Ailey, à la Scala de Milan),.
Vers la fin des années 1980, elle décide de s'ouvrir à la danse jazz et se forme avec des grands noms de la discipline au Broadway Dance Center et au Steps on Broadway à New York. Elle admire beaucoup le travail du chorégraphe Maurice Béjart à Lausanne. Elle crée des spectacles plus personnels et innovants, s'éloignant de la tradition du ballet classique. Elle aime les spectacles de plein air et trouve dans la nature et les paysages de son Valais natal une source d'inspiration.
En 2006, elle est invitée, avec les élèves de son école, à la célèbre Alvin Ailey American Dance Theater à New York, par Denise Jefferson, pour une semaine de stage.
Elle décide de prendre sa retraite en 2013 et confie son Académie de danse à Sandrina Silva Marques et Valentina Lupica[réf. nécessaire].

### Autres centres d'intérêt
Les voitures Alfa Romeo, et plus spécialement les modèles Spider, sont sa seconde passion. Cilette Faust a acheté douze voitures de cette marque et a participé à des rallyes avec sa sœur pour coéquipière (Rallye du vin et Rallye des neiges),.
Elle est membre du Conseil de l'Ordre de la Channe, la première confrérie bachique valaisanne, fondée en 1957 par Henry Wuilloud. Elle s'occupe notamment des costumes. Elle fait office de marraine pour l'adhésion de Léonard Gianadda et Sepp Blatter,.

### Distinction
En 1969, Cilette Faust reçoit le prix des Arts de la ville de Sierre[réf. nécessaire].